# یوسیپ گلسنوویچ
یوسیپ گلسنوویچ (ارمنی: Josip Glasnović؛ زادهٔ ۷ مهٔ ۱۹۸۳) یک تیرانداز اهل کرواسی است.
وی در مسابقات کشوری و بین‌المللی در مجموع برندهٔ ۱ مدال طلا شده‌است.